# Carex interrupta
Carex interrupta är en halvgräsart som beskrevs av Johann Otto Boeckeler. Carex interrupta ingår i släktet starrar, och familjen halvgräs. Inga underarter finns listade i Catalogue of Life.